# Karl Kuehl
Karl Otto Kuehl (5 septembre 1937 — 6 août 2008) est un ancien manager, entraîneur et dépisteur au baseball. Il a dirigé les Expos de Montréal de la Ligue majeure de baseball pour 128 parties lors de la saison 1976.

## Carrière

### Débuts
Né à Monterey Park, Californie, aux États-Unis, Karl Kuehl joue au baseball dans les ligues mineures dans les années 1950 et 1960. En 1959, à l'âge d'à peine 21 ans, il devient manager d'un club indépendant de la Ligue Northwest. En 1961, il dirige les Redlegs de Geneva, une équipe de la New York - Penn League affiliée aux Reds de Cincinnati de la Ligue nationale de baseball.
Après avoir agi comme dépisteur et manager dans les ligues mineures pour l'organisation des Astros de Houston et des Pilots de Seattle/Brewers de Milwaukee, il se joint à l'organisation des Expos de Montréal. En 1972 et 1973, il dirige leur club-école de niveau AA, les Carnavals de Québec. Puis il pilote en 1974 et 1975 l'équipe AAA des Expos, les Blues de Memphis, qu'il mène au championnat.

### Ligue majeure
En 1976, Kuehl est promu gérant au niveau majeur en succédant à Gene Mauch, le premier homme à la tête des Expos de Montréal. Kuehl dirige un groupe de jeunes joueurs, dont Gary Carter, une vedette en devenir qu'il a eu sous ses ordres dans les mineures et qui l'invitera en 2003 à sa cérémonie d'intronisation au Temple de la renommée du baseball. Au début septembre 1976, Kuehl est congédié, son équipe n'affichant un faible pourcentage de victoires de ,336 (fiche de 43-85). Il sera remplacé par Charlie Fox jusqu'à la fin de la saison et les Expos encaisseront 107 défaites. 
Karl Kuehl ne sera plus jamais manager dans les majeures, mais occupera le poste d'adjoint de Gene Mauch, celui-là même qu'il avait remplacé, chez les Twins du Minnesota. De 1983 à 1995, il est directeur du développement des joueurs pour les A's d'Oakland, qui compteront durant cette période sur l'un des meilleurs réseau de filiales du baseball. Il occupe des fonctions administratives chez les Blue Jays de Toronto et les Indians de Cleveland jusqu'en 2007, et s'éteint à l'âge de 70 ans le 6 août 2008 à Scottsdale, Arizona, d'une fibrose pulmonaire.
Il est aussi le coauteur de deux livres sur le baseball : The Mental Game of Baseball: A Guide to Peak Performance (paru en 1989) et A Champion's State of Mind (2005).